# كريستينا جونستون
كريستينا جونستون (بالإنجليزية: Christina Johnston)‏ هي مغنية ومغنية أوبرا بريطانية، ولدت في 1 ديسمبر 1987 في سوفولك في المملكة المتحدة.

## وصلات خارجية
- الموقع الرسمي